# 森普火山
森普火山（英語：Mount Sempu）是一座位於印度尼西亞蘇拉威西島北蘇拉威西省的火山，其破火山口寬3（1.9英里）。西南邊有一名為“Kawah Masem”的低平火山口，並已形成火山口湖。火山口內的含硫沉積物可追溯至1938年，但目前尚未得知該火山最後一次噴發日期。